# Émile Barral
Émile Louis Vincent Barral (ur. 21 września 1891 w Monako, zm. 5 kwietnia 1961 tamże) – monakijski lekkoatleta i żeglarz, olimpijczyk. Brał udział w igrzyskach w latach 1920 (Antwerpia), 1924 (Paryż) i 1928 (Amsterdam). Nie zdobył żadnych medali.

## Wyniki olimpijskie

### Letnie Igrzyska Olimpijskie 1920
| Konkurencja        | Eliminacje    | Eliminacje       | Finał                 | Finał                 |
| Konkurencja        | Czas          | Miejsce          | Czas                  | Miejsce               |
| ------------------ | ------------- | ---------------- | --------------------- | --------------------- |
| Bieg na 800 metrów | czas nieznany | 8. w swoim biegu | → Nie awansował dalej | → Nie awansował dalej |

### Letnie Igrzyska Olimpijskie 1924
| Konkurencja  | I seria eliminacyjna | I seria eliminacyjna | II seria eliminacyjna | II seria eliminacyjna | I półfinał            | I półfinał            | II półfinał           | II półfinał           | Sail-off              | Sail-off              | Finał                 | Finał                 | Klasyfikacja końcowa |
| Konkurencja  | Czas                 | Miejsce              | Czas                  | Miejsce               | Czas                  | Miejsce               | Czas                  | Miejsce               | Czas                  | Miejsce               | Czas                  | Miejsce               | Klasyfikacja końcowa |
| ------------ | -------------------- | -------------------- | --------------------- | --------------------- | --------------------- | --------------------- | --------------------- | --------------------- | --------------------- | --------------------- | --------------------- | --------------------- | -------------------- |
| Jole 12 stóp | 2-01:31              | 6.                   | DNF                   | AC                    | → Nie awansował dalej | → Nie awansował dalej | → Nie awansował dalej | → Nie awansował dalej | → Nie awansował dalej | → Nie awansował dalej | → Nie awansował dalej | → Nie awansował dalej | AC                   |

### Letnie Igrzyska Olimpijskie 1928
| Konkurencja  | I seria eliminacyjna | I seria eliminacyjna | II seria eliminacyjna | II seria eliminacyjna | III seria eliminacyjna | III seria eliminacyjna | IV seria eliminacyjna | IV seria eliminacyjna | Serie finałowe        | Serie finałowe        | Klasyfikacja końcowa |
| Konkurencja  | Czas                 | Miejsce              | Czas                  | Miejsce               | Czas                   | Miejsce                | Czas                  | Miejsce               | Czas                  | Miejsce               | Klasyfikacja końcowa |
| ------------ | -------------------- | -------------------- | --------------------- | --------------------- | ---------------------- | ---------------------- | --------------------- | --------------------- | --------------------- | --------------------- | -------------------- |
| Jole 12 stóp | DQ                   | AC                   | DNF                   | AC                    | → Nie awansował dalej  | → Nie awansował dalej  | → Nie awansował dalej | → Nie awansował dalej | → Nie awansował dalej | → Nie awansował dalej | AC                   |